# 根本圭子
根本 圭子（ねもと けいこ、1979年12月10日 - ）は、日本の女性声優。81プロデュース所属。千葉県出身。

## 人物
小学4年生の時は編み物クラブ、小学5、6年生の時は演劇クラブ、吹奏楽部、中学時代はバレーボール部、高校時代は演劇部に所属していた。小林由美子とは同い年で同じ学区の高校演劇部出身である。
声種はメゾソプラノ。
趣味・特技は柔軟体操、エレクトーン。
持ち役である『NARUTO -ナルト-』のシズネ役は、録音演出の神尾千春が、根本が吹き替えデビューを果たした『24 -TWENTY FOUR-』で知り合った縁から監督に紹介して決まったという。
2012年3月4日、高塚正也と入籍したことを発表。
2019年12月10日、40歳の誕生日に男児が数日前に生まれたと発表。
あきやまるなの死後に『ざわざわ森のがんこちゃん』のがんこちゃん役を引き継いだ。同役はオーディションで決まり、最終まで残った自身との合わせて2人でNHKの本館の会議室で台詞を同時に交互に読んで行った。なお、同作は1本のマイクに「対面で入る」というちょっと変わった感じで収録しているという。

## 出演
太字はメインキャラクター。

### テレビアニメ
2002年
- デュエル・マスターズ（2002年 - 2003年、デュエリスト1、A、子供B）
- とっとこハム太郎（2002年 - 2005年、ケンタくん、ちびちゃんずA、長瀬くん、サボテンブラザーズC、男子児童） - 2シリーズ
- ぷちぷり*ユーシィ（2002年 - 2003年、生徒D、園児E）
- ポケットモンスター サイドストーリー（クロウ）
- ロックマンエグゼ（2002年 - 2005年、ジャン、フォルテ） - 3シリーズ
- わがまま☆フェアリー ミルモでポン!（2002年 - 2005年、マンボ、福田ひろ子） - 4シリーズ

2003年
- カスミン（子供ロウソクB）
- 真月譚 月姫（幼い志貴）
- NARUTO -ナルト-（2003年 - 2007年、女暗部（卯月夕顔）、ネジ〈幼少時代〉 / 幼いネジ、シズネ、トントン）

2004年
- アガサ・クリスティーの名探偵ポワロとマープル（セレスティーヌ）
- デュエル・マスターズ チャージ（赤ちゃんB、エルリオ、少年B）
- 花右京メイド隊 La Verite（メイド、慈悲王シズカ）

2005年
- ああっ女神さまっ（2005年 - 2006年、中野、くのいち） - 2シリーズ
- 韋駄天翔（アキラの母）
- ガラスの仮面（池田、杉山、やよい、女性教師、ゾフィ役、店主）
- 今日からマ王!（おかみさん）
- 地獄少女（2005年 - 2006年、みなみの母、湊五月）
- 好きなものは好きだからしょうがない!!（永瀬芥〈子供〉）
- 絶体絶命でんぢゃらすじーさん（味助）
- ゾイドジェネシス（ジロ）
- マシュマロ通信（掃除のおばちゃん）
- MÄR-メルヘヴン-（女生徒）

2006年
- 彩雲国物語（男の子）
- 白い恋人
- ななみちゃん（おばさん）
- MUSASHI -GUN道-（アヤカシ女王蜘蛛）

2007年
- 銀魂（2007年 - 2018年、村田鉄子） - 4シリーズ
- D.Gray-man（ルベン）
- デルトラクエスト（サンドラ）
- NARUTO -ナルト- 疾風伝（2007年 - 2017年、シズネ、トントン、砂の国の男の子、ソラ〈幼少時代〉、根の者〈卯月夕顔〉、ネジ〈幼少期〉）
- BLUE DRAGON（2007年 - 2009年、シュウ） - 2シリーズ
- MAJOR シリーズ（2007年 - 2008年、聖秀の理事長） - 2シリーズ

2008年
- しゅごキャラ!（万田） - 2シリーズ
- デュエル・マスターズ シリーズ（2008年 - 2014年、エルリオ、イズモ） - 2シリーズ
- 無限の住人（天津影久〈少年〉）

2009年
- クロスゲーム（藤田）
- ドルアーガの塔 〜the Sword of URUK〜（女性）

2010年
- 刀語（必〈幼少期〉）
- さらい屋 五葉（誠之進）

2011年
- サザエさん（2011年 - 2013年、巫女、駒子）
- ポケットモンスター ベストウイッシュ（トレーナー）

2012年
- カードファイト!! ヴァンガード シリーズ（2012年 - 2014年、ファジル・アリ） - 3シリーズ
- NARUTO -ナルト- SD ロック・リーの青春フルパワー忍伝（シズネ）

2013年
- イナズマイレブンGO ギャラクシー（2013年 - 2014年、シムール・フェロモナ）

2014年
- GO-GO たまごっち!（ジャックっち）

2015年
- 冴えない彼女の育てかた（女性教師）

2016年
- がんがんがんこちゃん（2016年 - 2018年、がんこちゃん） - 2シリーズ
- なめこ〜せかいのともだち〜（庭園なめこ）

2017年
- Spiritpact（2017年 - 2018年、瓏玉 他） - 2シリーズ
- 笑ゥせぇるすまんNEW（芸者）
- 夏目友人帳 陸（葵〈少年時代〉）
- BORUTO-ボルト- NARUTO NEXT GENERATIONS（2017年 - 2020年、シズネ）

2018年
- つくもがみ貸します（十女）

2019年
- ドメスティックな彼女（文哉の母）
- 群青のマグメル（クリクス母）

2025年
- アン・シャーリー（アンソニー・パイ）

### 劇場アニメ
- ロックマンエグゼ 光と闇の遺産（2005年、フォルテ[19]）
- 劇場版 NARUTO -ナルト-（2007年 - 2014年、シズネ） - 6作品[一覧 2]
- 劇場版 銀魂 新訳紅桜篇（2010年、村田鉄子）
- 鉄拳 ブラッド・ベンジェンス（2011年、木人）

### OVA
- 聖闘士星矢 THE LOST CANVAS 冥王神話（2011年、少年）
- まりもの花 〜最強武闘派小学生伝説〜（2012年、手下1）

### ゲーム
2003年
- ロックマンエグゼ トランスミッション（フォルテ）
- わがまま☆フェアリー ミルモでポン! 対戦まほうだま（マンボ）

2004年
- Quest of D
- NARUTO -ナルト- ナルティメットヒーロー2（シズネ）
- バーチャファイター サイバージェネレーション 〜ジャッジメントシックスの野望〜（セイ）

2005年
- NARUTO -ナルト- ナルティメットヒーロー3（シズネ）
- わがまま☆フェアリー ミルモでポン! どきどきメモリアルパニック（マンボ）

2006年
- NARUTO -ナルト- ナルティメットポータブル（シズネ）

2007年
- デストロイ オール ヒューマンズ!（ミス・ロックウェル、カントリーガール）
- NARUTO -ナルト- 疾風伝 ナルティメットアクセル（シズネ）
- NARUTO -ナルト- 疾風伝 ナルティメットアクセル2（シズネ）
- レインボーシックス ベガス（ジョアンナ・トレス）

2008年
- レインボーシックス ベガス 2（ジョアンナ・トレス）

2009年
- ジャック×ダクスター 〜エルフとイタチの大冒険〜（女性パイレーツ）
- NARUTO -ナルト- ナルティメットストーム（シズネ）
- NARUTO -ナルト- 疾風伝 ナルティメットアクセル3（シズネ）

2010年
- NARUTO -ナルト- 疾風伝 キズナドライブ（シズネ）
- NARUTO -ナルト- 疾風伝 ナルティメットストーム2（シズネ）

2011年
- スライ・クーパー コレクション（ミズ・ルビー、コンテッサ）

2012年
- エルクローネのアトリエ 〜Dear for Otomate〜（ヴィクトリア）
- NARUTO -ナルト- 疾風伝 ナルティメットストームジェネレーション（シズネ）

2013年
- 銀魂のすごろく（村田鉄子）
- カードファイト!! ヴァンガード ライド トゥ ビクトリー!!（ファジル・アリ）

2014年
- NARUTO -ナルト- 疾風伝 ナルティメットストームレボリューション（シズネ）

2018年
- 銀魂乱舞（村田鉄子）
- スーパーロボット大戦X（EXマン）
- 天涯ニ舞ウ、粋ナ花（弥島ウメ）

2019年
- デモンエクスマキナ（ローズ・クイーン）

2020年
- ブリガンダイン ルーナジア戦記（メデッサ）
- デュエル・マスターズ プレイス（フォルテ）

2022年
- ロックマンX DiVE（フォルテ、フォルテ.EXE）

2024年
- ガーディアンテイルズ（ロゼッタ）

### ドラマCD
- 君と僕。 高校生篇2（男の子）

### 吹き替え

#### 映画
- アイス・プリンセス（アン）
- アサルト13 要塞警察（アンナ）※ソフト版
- アフター・アース（衛星ブイ）
- アローン・イン・ザ・ダーク（フィーンストラ〈オナ・グローアー〉）
- 1941
- インビジブル2
- ウエスト・オブ・ザ・デッド（リッキー）
- エクスカリバーII 伝説の聖杯（デボラ夫人〈ジェニファー・カルヴァート〉）
- 女は男の未来だ（ヘナ）
- カサノバ
- 華氏911（C・アシュリー）
- きみに読む物語（サラ）
- キューティ・バニー（ナタリー〈エマ・ストーン〉）
- クリスマスの贈り物（ナイーマ〈ジェニファー・ハドソン〉）
- くるみ割り人形と秘密の王国（料理人）
- ゲスト（アレックス〈アリエル・ケベル〉）
- 恋するブラジャー大作戦（仮）（ジジ）
- 五線譜のラブレター（パトリック）
- 最愛の大地（レイラ〈ヴァネッサ・グロッジョ〉）
- サイド・エフェクト
- シー・ノー・イーヴル 肉鉤のいけにえ（クリスティーン〈クリスティナ・ヴィダル〉）
- 新・三バカ大将 ザ・ムービー（リディア〈ソフィア・ベルガラ〉）
- スコーピオン・キング ※日本テレビ版
- スノー・バディーズ 小さな5匹の大冒険
- 世界で一番パパが好き! ※DVD版
- セックス・アンド・ザ・シティ（ルイーズ〈ジェニファー・ハドソン〉）
- 72M（カチューシャ）
- ターザン2
- ターミナル（ルーシー〈サーシャ・スピルバーグ〉）※ソフト版
- 逃走車（レイチェル）
- ドリームプラン（オラシーン・ウィリアムズ〈アーンジャニュー・エリス〉[26]）
- ナイトメア・オブ・クリスマス（スーザン〈ミッシェル・ドッケリー〉）
- ナイロビの蜂（ビルギット）
- NUMB［ナム］ 極限の争奪戦（ドーン〈ステファニー・フォン・フェッテン〉）
- 2番目のキス（モリー）
- ニューヨークの恋人 ※日本テレビ版
- NOPE/ノープ（エメラルド・ヘイウッド〈キキ・パーマー〉[27]）
- ハウス・オブ・ザ・デッド2（トレーシー）
- ハサミを持って突っ走る
- ハスラーズ（エリザベス〈ジュリア・スタイルズ〉、リズ〈リゾ〉）
- 8mm II（リン〈ジュリー・ベンツ〉）
- パラダイン夫人の恋（ジュリア）
- ビッグママ・ハウス3（美術教師）
- 42 〜世界を変えた男〜（レイチェル・ロビンソン〈ニコール・ベハーリー〉[28]）
- ブギーマン（フラン）
- フライトプラン
- プリティ・ヘレン（ヘンリー）
- フル・スロットル（カーレン）
- プレミアム・ラッシュ（ヴァネッサ〈ダニア・ラミレス〉）
- フロム・ヘル（ポリー・ニコルズ）※テレビ東京版
- ベイウォッチ（ステファニー・ホールデン）
- Halo 4: Forward Unto Dawn（エイプリル・オレンスキー）
- ベルベット・アサシン（ガーリャ）
- ホステル2（ホイットニー）※DVD版
- マイネーム・イズ・ハーン（少年時代のリズワン）
- マリグナント 狂暴な悪夢（レジーナ〈ミコレ・ブリアナ・ホワイト〉[29]）
- ミッション:15（ブロー〈キンバリー・エリス〉）
- ミリオンダラー・ベイビー ※ソフト版
- メリンダとメリンダ（サリー）
- モテる男のコロし方
- モナリザ・スマイル ※スター・チャンネル版
- 屋根裏のエイリアン（アート）
- ライフ・イズ・コメディ! ピーター・セラーズの愛し方
- ラブ・アゲイン（ハンナ・ウィーバー〈エマ・ストーン〉）
- ラフマニノフ ある愛の調べ（マリアンナ）
- ラモーナのおきて（ビーザス〈セレーナ・ゴメス〉）
- リベンジ・トラップ/美しすぎる罠（ジュディ〈イリーナ・ダグラス〉）
- リリィ、はちみつ色の秘密（ロザリン〈ジェニファー・ハドソン〉）
- ルパン
- ロードキラー マッドチェイス（ケイラ〈ローラ・ジョーダン〉）
- WILD HOGS/団塊ボーイズ

#### ドラマ
- iCarly
- アメリカン・ゴシック 〜偽りの一族〜
- アンダー・ザ・ドーム（ドティ・ウィーバー）
- アンフォゲッタブル 完全記憶捜査
- ER緊急救命室 シーズン12、13（ティミー・ヤンコフスキー〈スカイラー・ギソンド〉）#267,268、（NICU看護師〈レン・ハナミ〉）#269
- LAX（ベティ）
- カイルXY
- 救命医ハンク セレブ診療ファイル（アーロ・グラント）
- ゲーム・チェンジ 大統領選を駆け抜けた女
- サイエンス・シミュレーション 人類 火星に立つ（アダム・アーウィン）
- 殺人を無罪にする方法（イブ・ロスロ〈ファムケ・ヤンセン〉）
- CSI:ニューヨーク6（サム・ハリス）
- CSI:ニューヨーク7（トレーシー・パーカー）
- 情熱のシーラ（パキータ）
- 女王ヴィクトリア2 愛に生きる
- ナイトシフト 真夜中の救命医（クリスタ・ベル＝ハート〈ジーナン・グーセン〉[30]）
- NIKITA / ニキータ（アニヤ）
- PERSON of INTEREST 犯罪予知ユニット（アンドレア・グティエレス）
- ブラザーズ&シスターズ（ジュリア）
- マーサー教授の殺人事件簿（カイリー・マーサー〈トラヴィナ・スプリンガー〉[31]）
- リ・ジェネシス バイオ犯罪捜査班（リリス〈エリオット・ペイジ〉）
- リベンジ

#### アニメ
- アイス・エイジシリーズ
  - アイス・エイジ2
  - アイス・エイジ3/ティラノのおとしもの
- アベンジャーズ・アッセンブル（ヘラ）
- アルティメット・スパイダーマンシリーズ （メデューサ 他）
  - アルティメット・スパイダーマン ウェブ・ウォーリアーズ
  - アルティメット・スパイダーマン VS シニスター・シックス
- きかんしゃトーマス（モリー、トップハム・ハット卿のお母さん、エリザベス、ベル、ジャック、ヘンリエッタ、スティーブン・ハット、デイジー、ウィフ〈代役〉、マリオン〈代役〉、ジーナ、ハンナ、カッシア、デイム・ベラ・カント、ヘティ教授 他）テレビ東京、NHK版
  - きかんしゃトーマス ディーゼル10の逆襲
  - きかんしゃトーマス キング・オブ・ザ・レイルウェイ トーマスと失われた王冠
  - きかんしゃトーマス 探せ!!謎の海賊船と失われた宝物
  - きかんしゃトーマス 走れ!世界のなかまたち
  - きかんしゃトーマス Go!Go!地球まるごとアドベンチャー
  - きかんしゃトーマス チャオ!とんでうたってディスカバリー!!
  - きかんしゃトーマス おいでよ!未来の発明ショー!
- ごきげん ジミー!（ジミー）
- スパイディとすごいなかまたち（ステイシー刑事（グウェンのママ））
- ズートピア（オッタートン夫人）
- ターザン2
- ティーン・タイタンズ（エラスティガール、パンサ）
- バットマン:ブレイブ&ボールド（ヴィクセン）
- びっくりマジック・ファミリー（トム）
- 百妖譜（騰根〈女声〉）
- フィニアスとファーブ（バルジート）
- フィニアスとファーブ/ザ・ムービー（バルジート、異次元のバルジート）
- フォスターズ・ホーム（マックとテレンスの母）
- ブーンドックス（ライリー）
- リセス 〜ぼくらの休み時間〜（タイラーA）
- マイロ・マーフィーの法則（バルジート）※コラボエピソードのみ出演
- 勇者ソー 〜アスガルドの伝説〜 ※ディズニーXD版
- ラマだった王様 学校へ行こう!（ユピ）
- LEGO スター・ウォーズ パダワン・メナス（イアン〈ハン・ソロ〉）
- LEGO ピクサー:ブリックトゥーンズ（ロビン・ロード）

### ラジオ番組
- TOKYO→NIIGATA MUSIC CONVOY火曜日（FM PORT、2006年5月）

### 舞台
- 2011リーディングシアターvol.1 1st（2011年1月16日、シアターKASSAI）

### パチスロ
- パチスロうる星やつら2（弁天）

### オーディオブック
- 永遠の0（佐伯清子）

### 人形劇
- ざわざわ森のがんこちゃん（NHK教育）（がんこちゃん〈2代目〉）※2015年度後期以降
  - 新・ざわざわ森のがんこちゃん[32]
  - えいごでがんこちゃん[33]
  - ざわざわえんのがんぺーちゃん[34]

### テレビ番組
- COUNT DOWN TV（アビー君、2004年1月10日〜3月27日、石川寛美の代役）
- 世界の衝撃ストーリー（声の出演）
- 日立 世界・ふしぎ発見!（ボイスオーバー）
- ビットワールド（フリーム）
- アイ・アム・冒険少年（声の出演）
- ダイアモンド博士の"ヒトの秘密"（声の出演）

### その他のコンテンツ
- ダイヤモンドの功罪 PV（2023年、綾瀬川次郎[35]）

### シリーズ一覧
1. ↑  第1シリーズ（2002年 - 2003年）、第2シリーズ『AXESS』（2004年）、第3シリーズ『Stream』（2004年 - 2005年）
2. ↑  『劇場版 NARUTO -ナルト- 疾風伝』（2007年）、『劇場版 NARUTO -ナルト- 疾風伝 絆』（2008年）、『劇場版 NARUTO -ナルト- 疾風伝 火の意志を継ぐ者』（2009年）、『劇場版 NARUTO -ナルト- 疾風伝 ザ・ロストタワー』（2010年）、『ROAD TO NINJA -NARUTO THE MOVIE-』（2012年）、『THE LAST -NARUTO THE MOVIE-』（2014年）